# MigoThuggin
| Recensione  | Giudizio |
| ----------- | -------- |
| Muzoic      |          |
| Jason Woods | 70/100   |

MigoThuggin è un mixtape collaborativo tra il rapper statunitense Young Thug ed il gruppo Migos, pubblicato il 18 marzo 2016 dalle etichette discografiche Dundridge Entertainment ed Unlimited Business.

## Tracce
Testi di Jeffery Williams, Quavious Marshall, Kiari Cephus e Kirshnik Ball, eccetto dove indicato.
1. SRS – 4:32
2. Woa – 4:00
3. Take Kare (feat. Lil Wayne) – 4:26 (testo: Williams, Marshall, Cephus, Ball e Dwayne Micheal Carter Jr.)
4. Chances – 4:30
5. Hate It Or Love – 4:41
6. No Way – 4:31
7. Flying Coach – 4:43
8. Plan B – 3:57
9. Stunna – 4:09
10. You Wanna See – 5:17